# Братовчед ми Вини
„Братовчед ми Вини“ (на английски: My Cousin Vinny) е филм, комедия на режисьора Джонатан Лин, който излиза на екран през 1992 година.

## Сюжет
Две млади момчета, Били Гамбини и Стан Ротенщайн, минавайки през малък град в щата Алабама, по недоразумение са обвинени в убийството на собственик на магазин, в който са влезли да пазаруват. На помощ им идва от Ню Йорк далечен роднина на Били на име Вини Гамбини и приятелката му Мона Лиза Вито. Вини е завършил право, но така и не е практикувал в съда.
Започвайки с поредица от грешки, Вини, чрез своята енергия и логическо мислене, постепенно овладява правните умения и знания. Мона Лиза, както може, му помага, по-специално, обяснявайки на журито принципа на работа на автомобилния диференциал.

## В ролите
| Актьор          | Роля                   |
| --------------- | ---------------------- |
| Джо Пеши        | Вини Гамбини           |
| Мариса Томей    | Мона Лиза Вито         |
| Ралф Мачио      | Бил Гамбини            |
| Мичъл Уитфийлд  | Стан Ротенщайн         |
| Фред Гуин       | Съдия Чембърлейн Халър |
| Лейн Смит       | Джим Тротър III        |
| Остин Пендълтън | Джон Гибънс            |
| Брус Макгил     | Шериф Дийн Фарли       |
| Джеймс Ребхорн  | Джордж Уилбър          |